# آول رنچ-آمارگوسا (تگزاس)
آول رنچ-آمارگوسا (به انگلیسی: Owl Ranch-Amargosa) یک منطقهٔ مسکونی در ایالات متحده آمریکا است که در شهرستان جیم ولز، تگزاس واقع شده‌است. آول رنچ-آمارگوسا ۵٫۹ کیلومتر مربع مساحت و ۵۲۷ نفر جمعیت دارد.